# 克拉拉克
克拉拉克（法語：Clarac，法語發音：[klaʁak]）是法国上加龙省的一个市镇，属于圣戈当区。

## 地理
克拉拉克（43°5'47"N, 0°37'33"E）面积4.74 平方千米，位于法国奧克西塔尼大區上加龙省，该省份为法国西南部内陆省份，西南端与西班牙接壤，自此顺时针与上比利牛斯省、热尔省、塔恩-加龙省、塔恩省、奥德省和阿列日省接壤。
与克拉拉克接壤的市镇（或旧市镇、城区）包括：博尔德德里维耶尔、勒屈安、普安蒂德里维埃、蓬拉-塔耶堡。

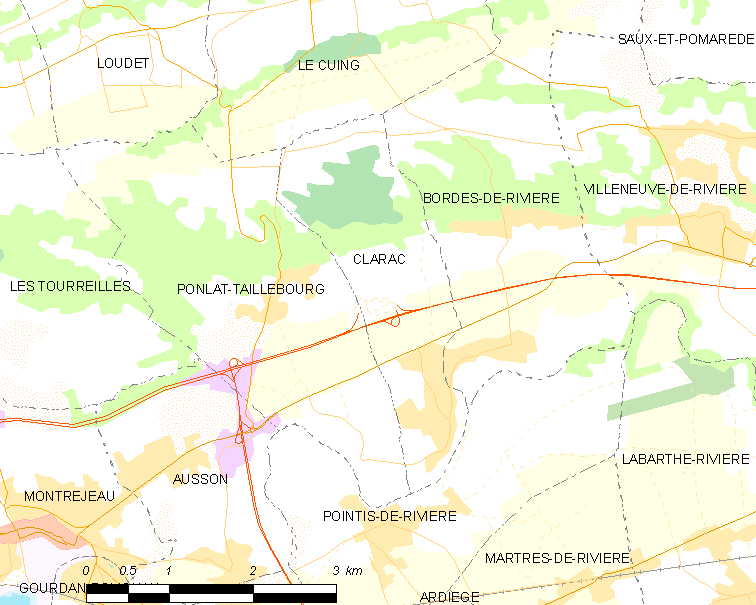
克拉拉克的OSM定位图

克拉拉克的时区为UTC+01:00、UTC+02:00（夏令时）。

## 行政
克拉拉克的邮政编码为31210，INSEE市镇编码为31147。

## 政治
克拉拉克所属的省级选区为圣戈当县。

## 人口

1962-2008年间克拉拉克人口变化图示

克拉拉克于2022年1月1日时的人口数量为676人。